# Напас
Напа́с (рос. Напас) — село у складі Каргасоцького району Томської області, Росія. Входить до складу Середньотимського сільського поселення.

## Населення
Населення — 273 особи (2010; 351 у 2002).
Національний склад (станом на 2002 рік):
- росіяни — 68 %
- селькупи — 17 %
- ханти — 4 %